# Дюве, Жан
Жан Дюве (фр. Jean Duvet; 1485, Дижон или Лангр, Франция — после 1562, Лангр, Франция) — французский ювелир и первый значительный французский гравёр, декоратор королевских праздников, медальер и эмальер. Отождествляется некоторыми искусствоведами с Жаном Дюве (по прозвищу Дро) из Дижона, который провел шестнадцать лет в Женеве.

## Биография
Жан Дюве родился в Дижоне (другая версия — в Лангре) в семье ювелира в 1485 году. Стал мастером гильдии ювелиров Дижона в 1509 году и, возможно, путешествовал по Италии около 1519 года. Документально это не подтверждено, является логическим заключением из его гравюр, которые показывают значительное итальянское влияние. Его первая датированная работа — «Благовещение» 1520 года, хотя некоторые другие работы, вероятно, были выполнены раньше. «Благовещение» выполнено в итальянском стиле. Гравюра «Суд Соломона» не датирована, но, вероятно, является более ранней работой, основанной на знакомстве с картинами Рафаэля и итальянскими гравюрами. Существует предположение, что его знакомство с итальянским стилем было получено не в результате непосредственного знакомства с Италией, а через посредство гравюр, книг и другие объектов, оказавшихся волей обстоятельств во Франции.
Жан Дюве проживал в провинции, но был назначен придворным ювелиром французских королей Франциска I и Генриха II. Первое из этих назначений состоялось по случаю визита короля в 1521 году в Лангр, где жил Дюве. Художник был вовлечен в создание декораций для королевского визита и организацию торжественной встречи. К следующему королевскому визиту, в 1533 году, он снова был назначен ответственным за торжества и декорации. Влияние подобного опыта было обнаружено искусствоведами в его гравюрах. Ювелирных работ художника не выявлено, хотя они неоднократно упоминаются в документах.
Жан Дюве умер, вероятно, в Лангре, после 1562 года, когда он упоминается как присутствующий на заседании городского совета, хотя некоторые искусствоведы дают свою дату смерти — 1561 год, а искусствовед Marqusee утверждает, что нет никаких конкретных документов о жизни художника после 1556 года. Его последняя работа датирована 1555 годом. Художник был, вероятно, уже мёртв к 1570 году.

## Женевская версия
Некий Жан Дюве из Дижона (Jean Duvet, по прозвищу Droz) работал ювелиром в кальвинистской Женеве в 1540—1556 годах, являлся членом Совета Двухсот, но большинство учёных считает, что это был другой художник, вероятно, его племянник (сын брата). Вопрос, однако, не может рассматриваться как полностью решённый. Ещё один Жан Дюве, работая ювелиром в Женеве, был приговорен к смерти за вымогательство в Женеве в 1576 году.
Лангр и Дижон были католическими центрами в период до начала религиозных войн. Если религиозные взгляды Дюве изменились и он принял кальвинизм, то Лангр вполне мог превратиться для него в неудобное место для проживания. Печатником Апокалипсиса был Jean de Tournes; его сын, также названный Jean de Tournes, переехал из Лиона в Женеву в 1585 году, спасаясь от религиозных преследований. По крайней мере три гравюры Дюве изображают самоубийство Иуды, редкий сюжет для живописи вне полных циклов Страстей Христа. Эти гравюры демонстрируют пристрастный интерес художника к этому сюжету, который мог соединяться с личными религиозными мотивами. Искусствовед Эйслер относил эти три работы к периоду между 1527 годом и концом карьеры художника. С другой стороны, трудно согласовать с женевской теорией назначение Дюве на пост ювелира короля Генриха II, который правил с 1547 года.

## Сохранившиеся произведения
Все семьдесят три гравюры, приписанные художнику, очень редки (сохранилось всего семь экземпляров Апокалипсиса), каждый — со слегка отличным содержанием. Некоторые отдельные гравюры существуют в единственном экземпляре. Предполагается, что большинство из его гравюр относятся к периоду между 1540—1555 годами, версия основана главным образом на датированном 1555 годом фронтисписе Апокалипсиса.
Художнику принадлежат гравированные копии работ Маркантонио Раймонди и Андреа Мантеньи.
Его самое известное произведение — серия из двадцати восьми гравюр на темы Апокалипсиса (1546-1555). Гравюры к Апокалипсису отпечатаны в 1561 году в Лионе. Они испытали в значительной степени влияние аналогичного цикла Альбрехта Дюрера (1498), но отличаются от них по стилю. Фронтиспис имеет латинские надписи: 

«Жан Дюве, ювелир из Лангра, в возрасте 70 лет сделал эти истории в 1555 году»
 и 

«Судьба торопит, уже зрение подводит, но разум остается победителем и большая работа завершена».
Его другая известная работа — серия из шести гравюр на сюжет о единороге (L’Histoire de la Licorne, навеяны и вдохновлены любовными отношениями Генриха II и Дианы де Пуатье), работа по-прежнему отмеченная индивидуальным стилем, но более лирическая по духу; до XIX века он был известен как «Мастер Единорога» по этой работе.
Жан Дюве являлся также автором фресок и витражей. Предприняты попытки атрибутировать ему ряд картин, в частности полотно «Création du monde», хранящееся в Лувре.
Персональные выставки, посвящённые творчеству художника, прошли в Лангре в 1985 году и в Женеве в 1995.

## Особенности стиля
Стиль художника контрастирует с изысканным искусством школы Фонтенбло. В своем религиозном мистицизме и квазиготической эмоциональности творчество Дюве восходит к идеалам средневековья. Он иллюстрирует свои тексты буквально. Когда Евангелист Иоанн говорит о трубном голосе, Дюве изображает трубу, обращённую в ухо святого. Художник пренебрегает естественностью и рационализмом, изменяет правильные пространственные соотношения. Композиции декоративны, фигуры полностью заполняют пространство, не оставляя свободного места. Они создают призрачную, давящую на психику зрителя атмосферу. Фигуры Дюве — 

«асимметричные орнаменты, выражающие страх, ужас, величие… накал страстей и мягкое изящество».— Бенеш, Отто. Искусство Северного Возрождения. М. 1973. С. 165.
Работы Дюве отражают атмосферу религиозного экстаза в эпоху, когда Лангр был охвачен восторженностью католического Возрождения. Некоторые ученые также соотнесли искусство Дюве с творчеством Уильяма Блейка (1757—1827). Оба были художниками мистического озарения, оба часто не справлялись с техническими трудностями. Они оба вдохновлялись средневековыми художниками и гравёрами Высокого Возрождения и обратили пристальное внимание на маньеризм.

## Галерея

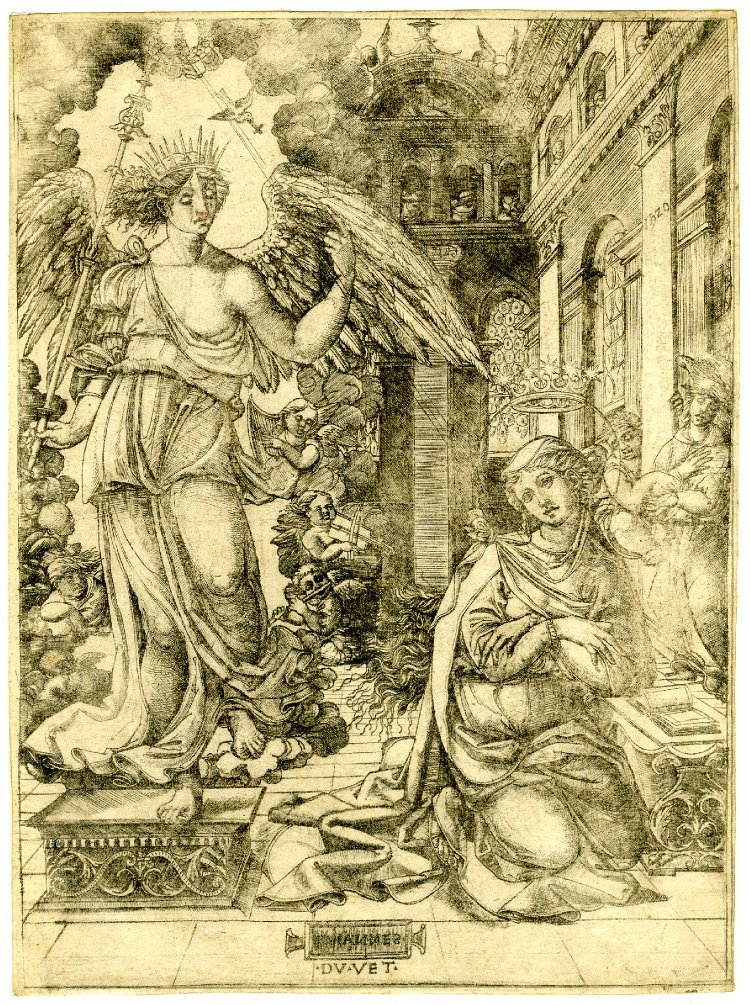
Благовещение
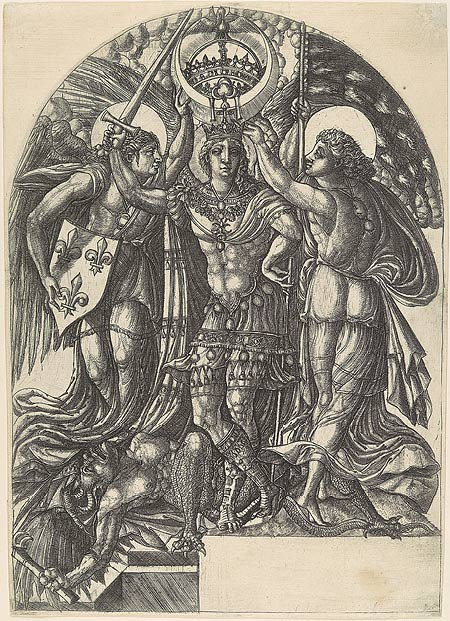
Генрих II между олицетворениями Франции и Славы
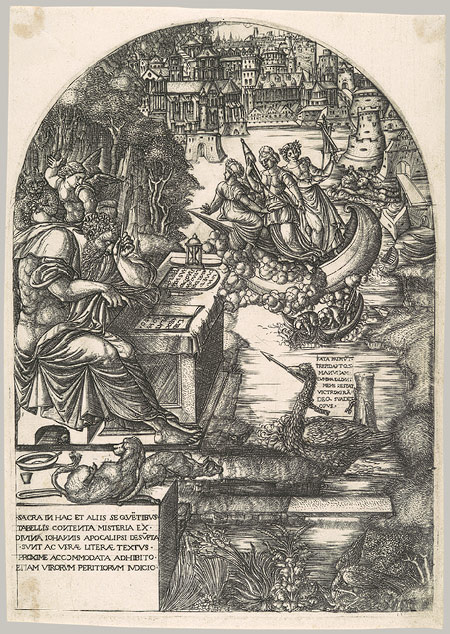
Фронтиспис к Апокалипсису
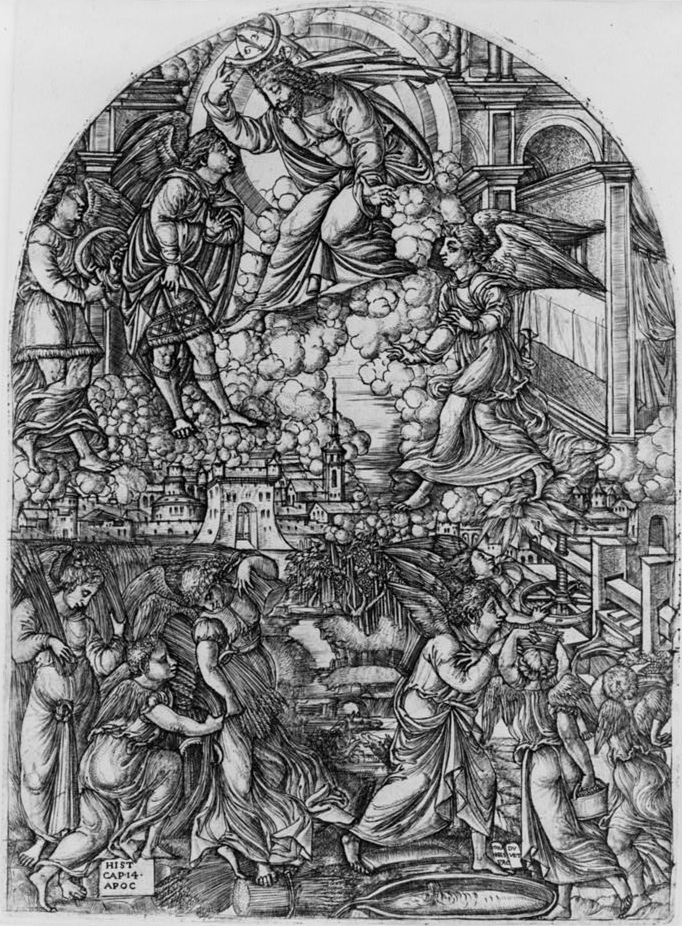
Иллюстрация к Апокалипсису
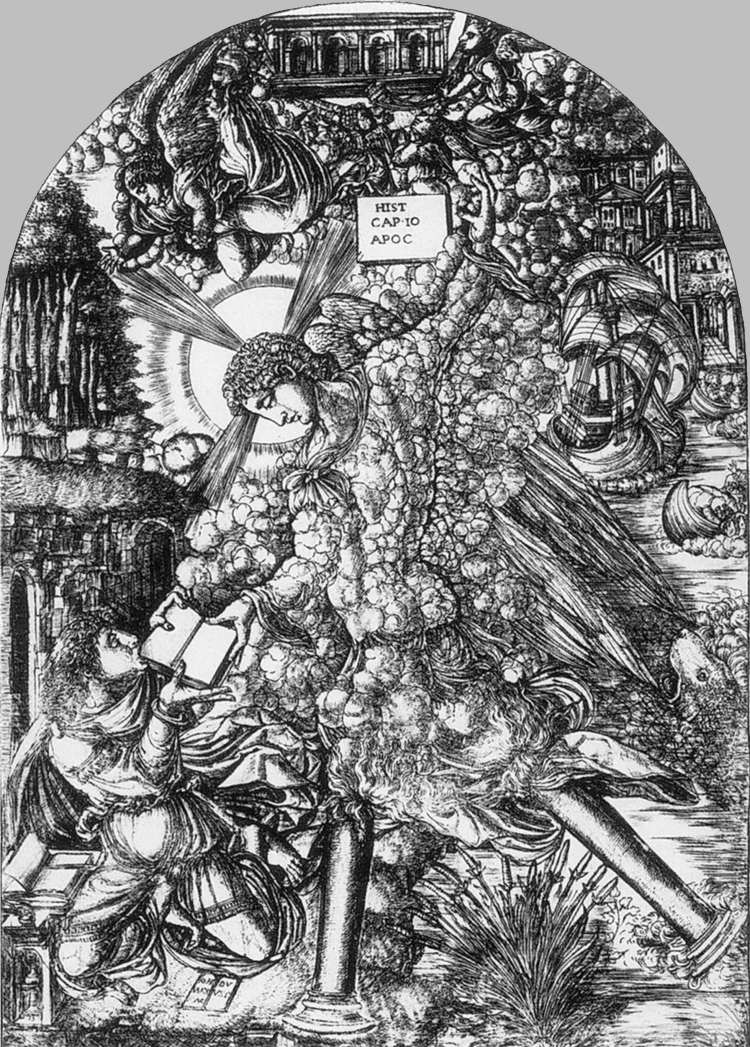
Иллюстрация к Апокалипсису
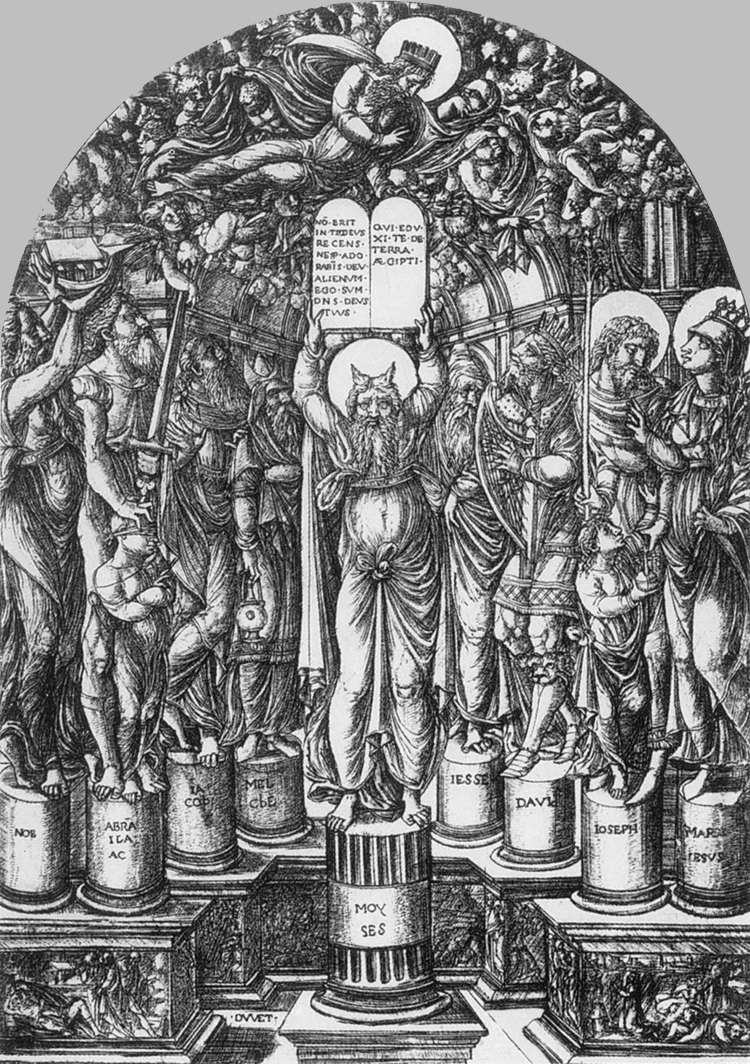
Моисей и патриархи
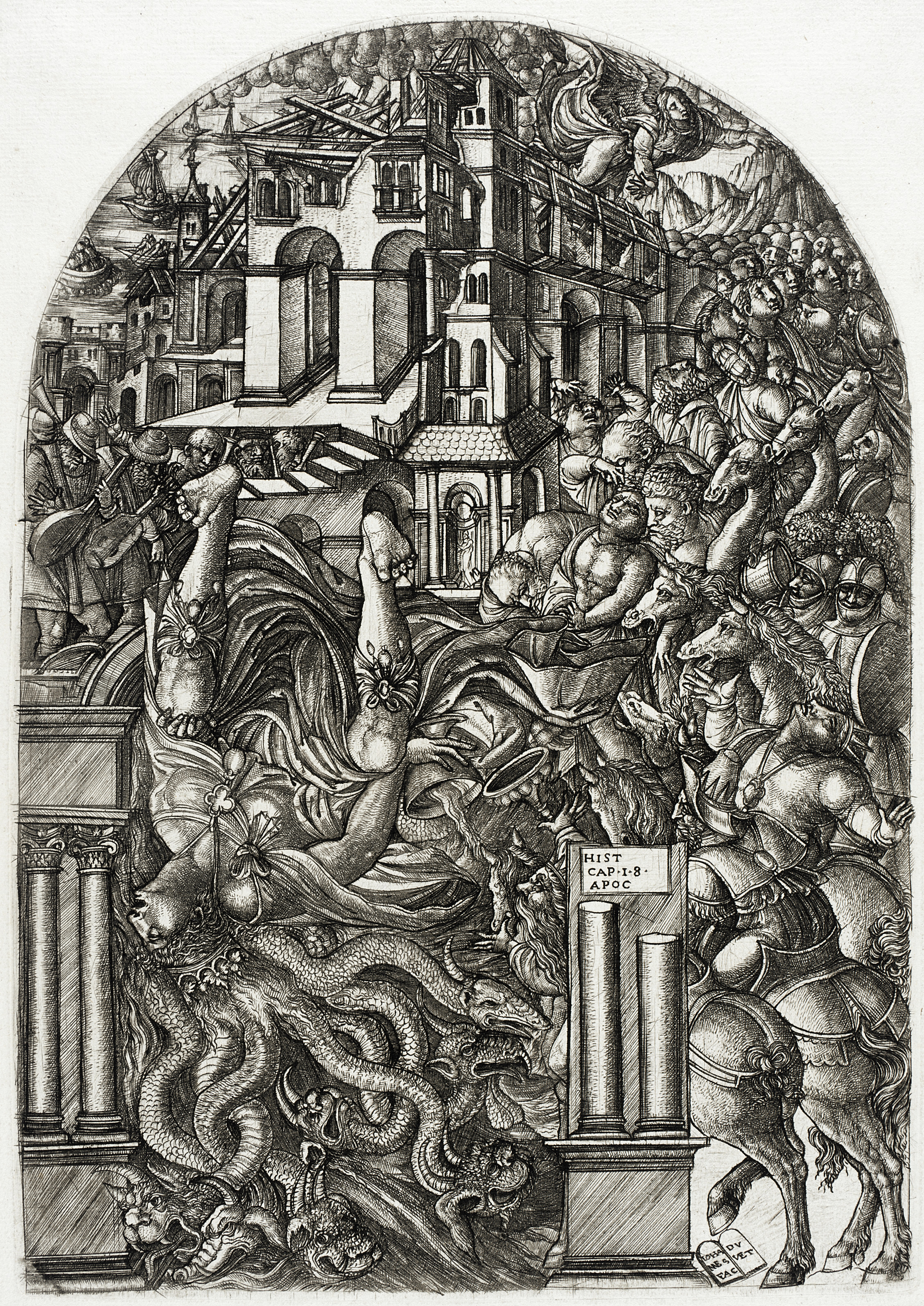
Падение Вавилона
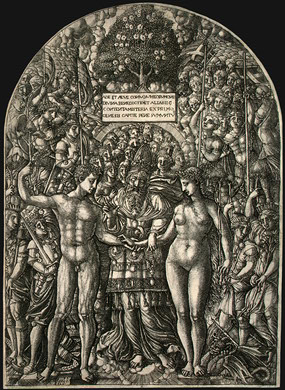
Адам и Ева